# Lankenauer Höft

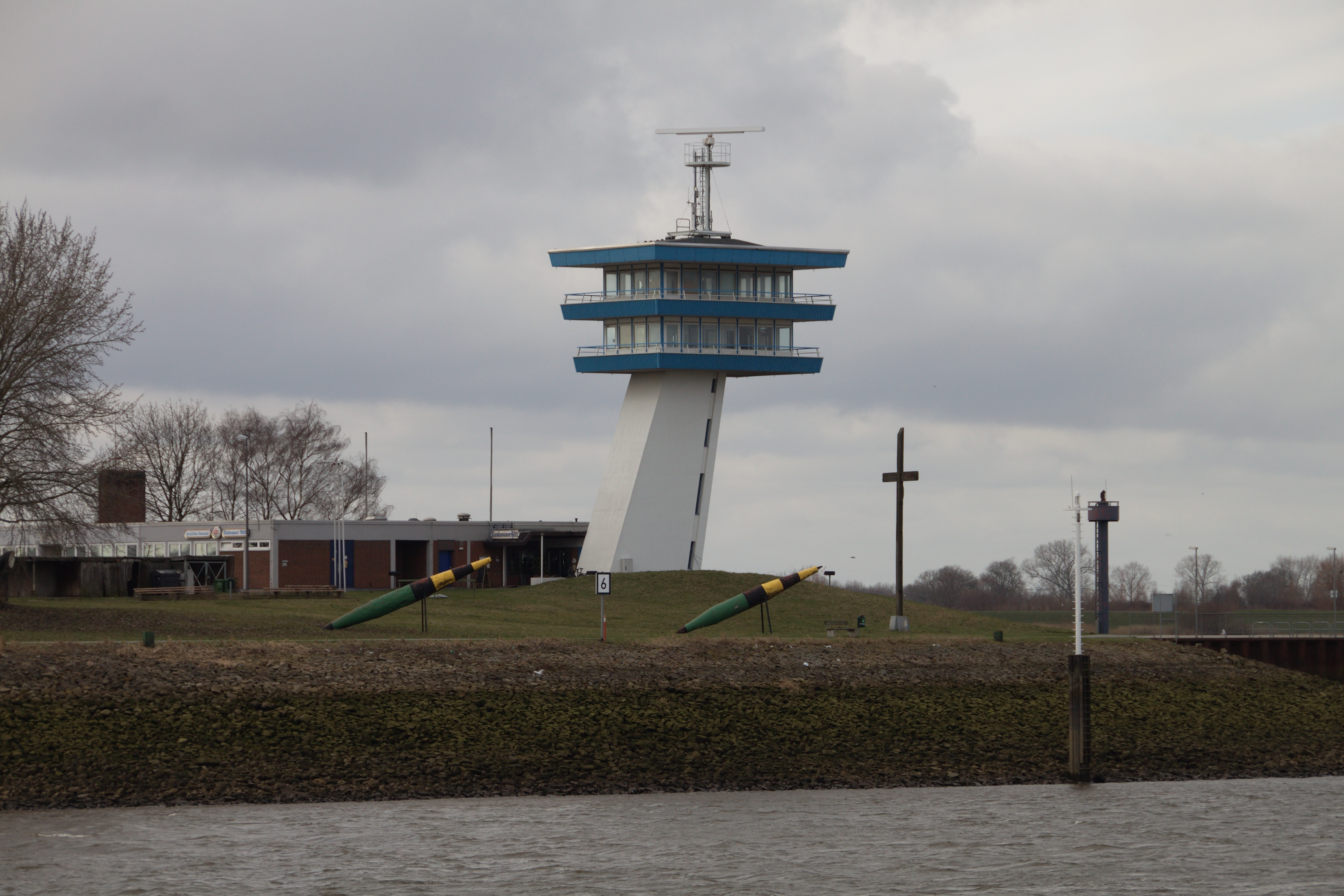
Lankenauer Höft 2010, rechts Radarturm, links Verwaltungstrakt

Das Lankenauer Höft liegt an der Spitze der Landzunge zwischen dem Neustädter Hafen und der Weser in Bremen.

## Geschichte
Das Lankenauer Höft entstand während des Baus des Neustädter Hafens und der Abtragung des Dorfes Lankenau in den 1960er Jahren. 1969 wurde hier ein Radar- und Kontrollturm mit angeschlossenem Bürotrakt des Bremer Hafenamtes gebaut. Hier waren auch Umkleide- und Sozialräume untergebracht.
Der ca. 22 Hektar große Weseruferpark Rablinghausen mit den Wegen auf dem Deich vom Lankenauer Höft bis nach Woltmershausen wurde von 1970 bis 1974 auf den ehemaligen Spülfeldern, die beim Bau des Neustädter Hafens entstanden waren, angelegt.
1979 entstand auf dem Gelände das Restaurant Lankenauer Höft, welches im Dezember 2016 schloss. Das aufgelassene Gebäude wurde durch die Stadt, dem von ihr finanzierten Architektenkollektiv ZwischenZeitZentrale zur Nutzung überlassen. Es wurde im Herbst und Winter 2017 durch einen Elektroclub genutzt.
Die Lankenauer Höft Projektgesellschaft mbH ist seit September 2020 Besitzer des Lankenauer Höft. Mit der Wirtschaftsförderung Bremen (WFB) wurde ein Erbbaurechtsvertrag geschlossen.
Im März 2021 wurde das bisherige Restaurant und frühere Verwaltungsgebäude abgerissen. Der Radar- und Kontrollturm soll erhalten bleiben.